# The English Dancing Master

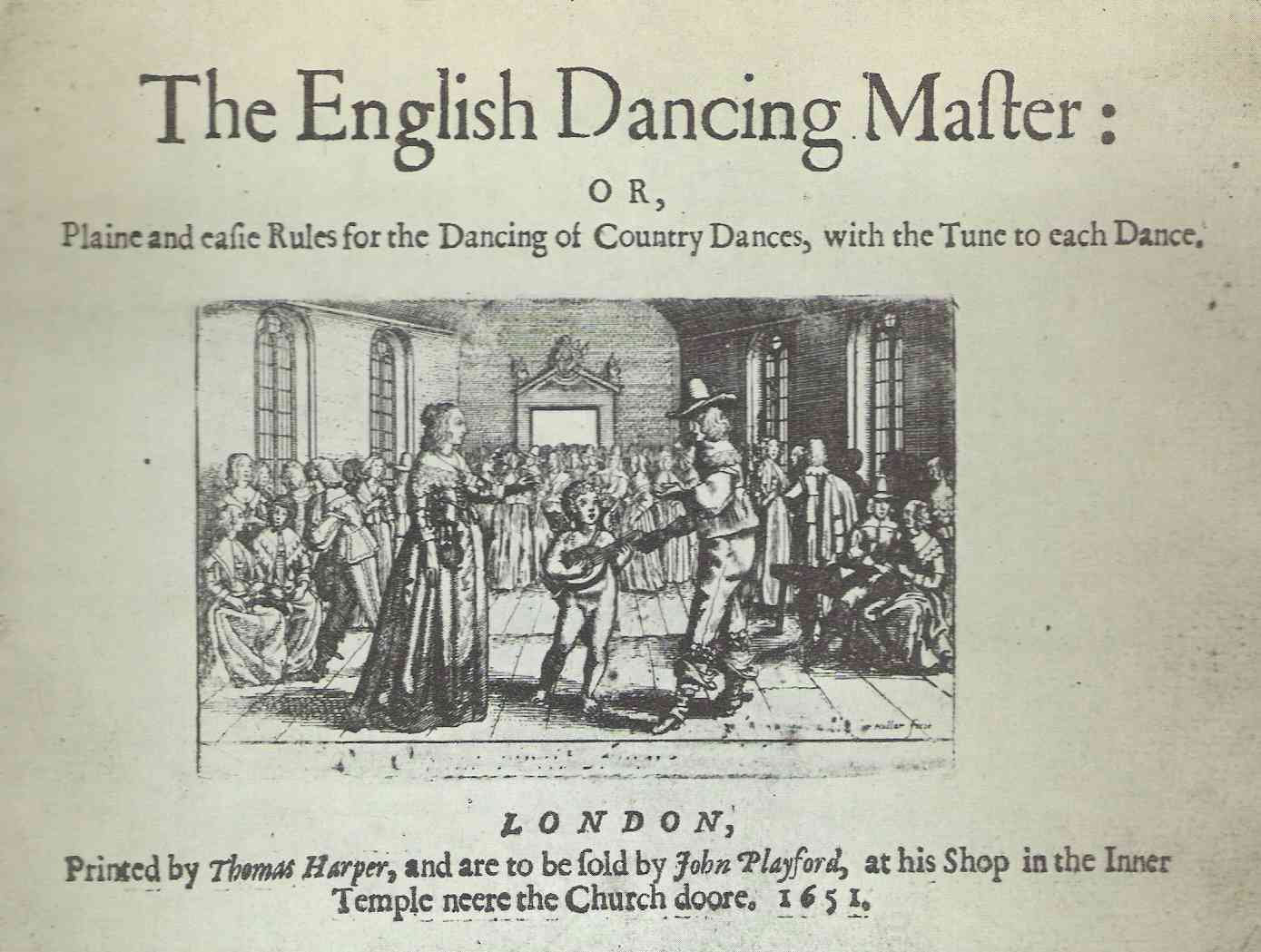
The English Dancing Master, Titelseite der Erstausgabe (1651)

The English Dancing Master, mit dem Untertitel: Plaine and easie Rules for the Dancing of Country Dances, with the Tune to each Dance (etwa: Schlichte und einfache Regeln für das Tanzen von Kontratänzen, mit der Melodie zu jedem Tanz), ist ein 1651 von John Playford in London veröffentlichtes Nachschlagewerk, das 105 zur damaligen Zeit populäre englische Tänze inklusive der dazugehörigen Melodie beschreibt. The English Dancing Master ist ein wichtiges Zeitzeugnis des englischen Gesellschaftstanzes.
Der große Erfolg der ersten Auflage veranlasste Playford, den Titel in The Dancing Master zu ändern und in der Folgezeit weitere Auflagen, zwei zusätzliche Bände und zahlreiche Ergänzungen zu veröffentlichen. Die siebte Auflage erschien 1686. Bis heute wurden von allen Bänden gemeinsam 24 Auflagen gedruckt und verkauft, die letzte Auflage erschien 1728. Alle Ausgaben zusammengenommen, beschreibt der Dancing Master 1.053 Tänze inklusive Melodie, 186 Melodien ohne Tanz und 3 Lieder.